# Cải cách chế độ chính trị Hồng Kông 2021

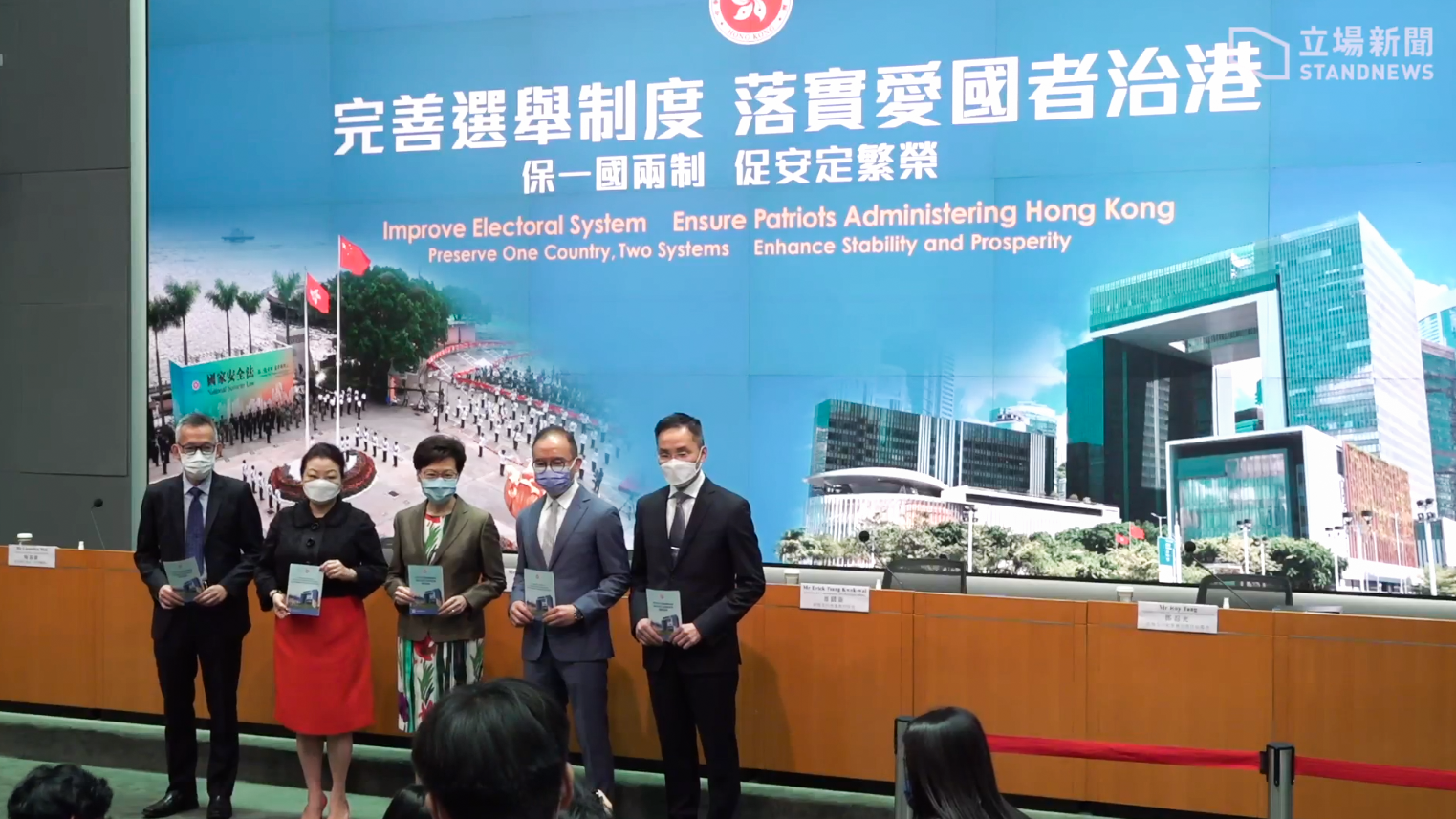
Chính phủ Hồng Kông công bố dự thảo Điều lệ hoàn thiện chế độ bầu cử (tổng hợp sửa đổi) vào ngày 13 tháng 4 năm 2021.

Cải cách chế độ chính trị Hồng Kông 2021 được Đại hội đại biểu Nhân dân toàn quốc tiến hành vào ngày 11 tháng 3 năm 2021 để "hoàn thiện chế độ bầu cử" đặc khu trưởng và Hội đồng Lập pháp của Hồng Kông nhằm đảm bảo "người yêu nước quản lý Hồng Kông". Cải cách này bị chỉ trích rộng rãi vì tác động tiêu cực đến tính dân chủ của Hội đồng Lập pháp.
Thành phần Ủy ban Bầu cử, cơ quan chịu trách nhiệm bầu đặc khu trưởng Hồng Kông, và Hội đồng Lập pháp được cải tổ triệt để. Số lượng ủy viên Ủy ban Bu cử được tăng từ 1.200 ủy viên lên 1.500 ủy viên với số lượng lớn ủy viên mới được các tổ chức do chính phủ chỉ định, kiểm soát đề cử và bầu ra. Số lượng nghị viên Hội đồng Lập pháp được tăng từ 70 nghị viên lên 90 nghị viên, trong đó số lượng nghị viên được bầu trực tiếp bị giảm từ 35 nghị viên xuống còn 20 nghị viên, trong khi 40 nghị viên sẽ do Ủy ban Bầu cử bầu ra. Ứng cử viên đặc khu trưởng, nghị viên Hội đồng Lập pháp và ủy viên Ủy ban Bầu cử phải được Ủy ban thẩm tra tư cách ứng cử viên xác nhận tư cách căn cứ kết luận của Ủy ban bảo vệ an ninh quốc gia Hồng Kông theo đánh giá của Cục An ninh quốc gia thuộc Lực lượng Cảnh sát Hồng Kông. Quyết định của Ủy ban thẩm tra tư cách ứng cử viên không thể bị khởi kiện.
Cải cách chế độ chính trị được thực hiện sau khi luật an ninh quốc gia Hồng Kông được thông qua vào tháng 6 năm 2020 và cuộc đàn áp sau đó mà tiêu biểu là vụ bắt giữ 47 nhà hoạt động dân chủ. Cải cách này được coi là một động thái nhằm khống chế phe dân chủ sau các cuộc biểu tình tại Hồng Kông vào năm 2019 và chiến thắng áp đảo của phe dân chủ trong cuộc bầu cử Hội đồng quận năm 2019.

## Bối cảnh

### Biểu tình chống dự luật dẫn độ và cuộc bầu cử Hội đồng quận 2019

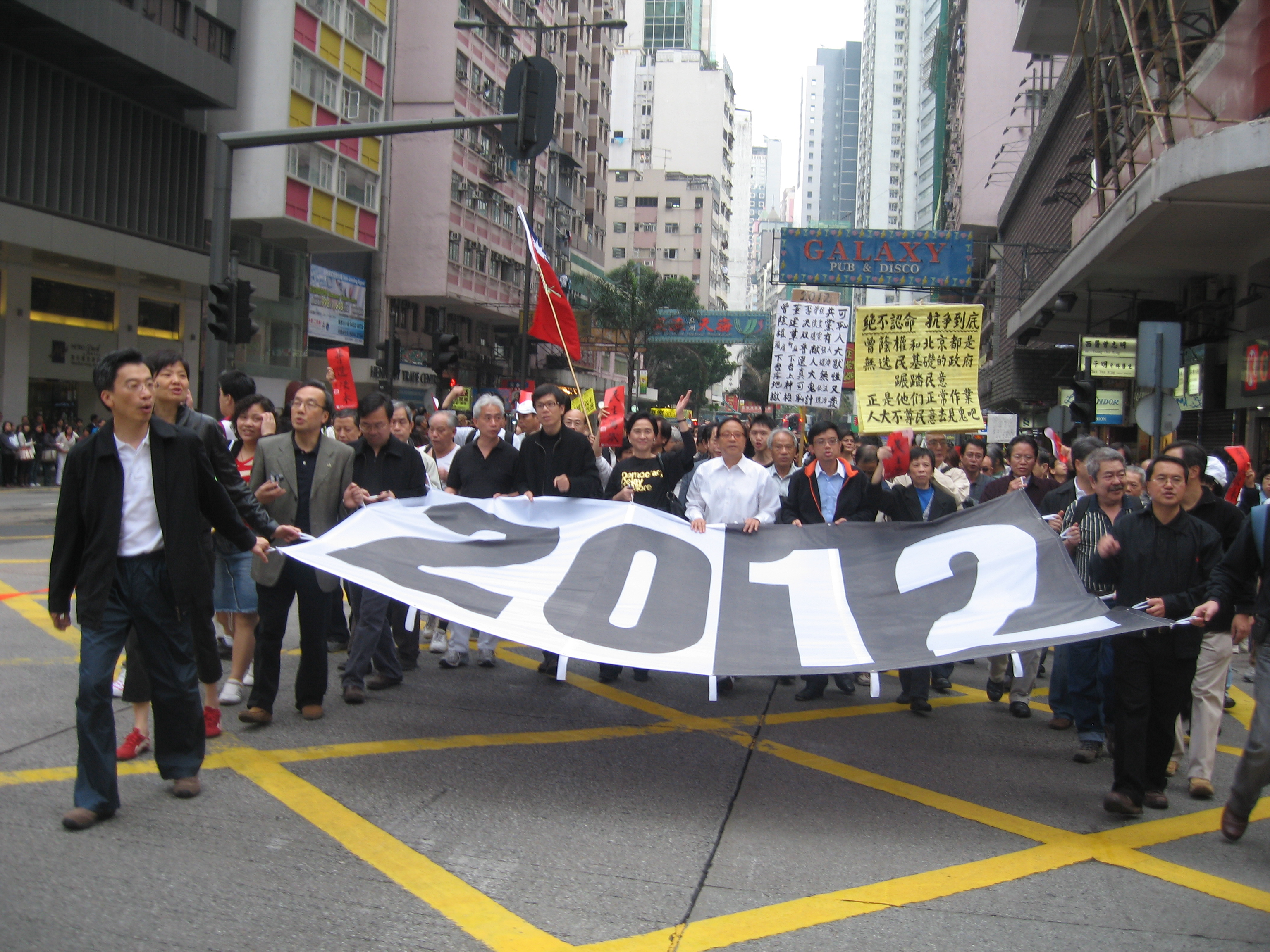
Người biểu tình phe dân chủ tuần hành đòi phổ thông đầu phiếu vào năm 2012, ngày 13 tháng 1 năm 2008.

Kể từ khi chuyển giao Hồng Kông vào năm 1997, phe dân chủ đã kêu gọi thực hiện phổ thông đầu phiếu trong các cuộc bầu cử đặc khu trưởng và Hội đồng Lập pháp theo Điều 45 và Điều 68 của Luật Cơ bản Hồng Kông. Ủy ban thường vụ Nhân Đại toàn quốc nhiều lần bác bỏ việc thực hiện phổ thông đầu phiếu, lần đầu tiên vào năm 2004 và lần thứ hai vào năm 2007. Tuy nhiên, trong quyết định năm 2007, Ủy ban thường vụ tuyên bố rằng cuộc bầu cử Đặc khu trưởng năm 2017 có thể được tiến hành theo nguyên tắc phổ thông. Năm 2010, phe dân chủ ôn hòa đạt được thỏa thuận với chính phủ trung ương về phương án chế độ bầu cử năm 2012: phương án mở rộng thành phần Ủy ban Bầu cử và thành lập một đơn vị bầu cử Hội đồng quận (II) do các nghị viên quận đề cử và được bầu trực tiếp.
Thỏa thuận giữa phe dân chủ và chính phủ trung ương không những không xoa dịu yêu cầu thực hiện phổ thông đầu phiếu mà còn gây mất đoàn kết nội bộ trong phe dân chủ và kích độngphong trào địa phương có cách tiếp cận đối đầu hơn. Ngày 31 tháng 8 năm 2014, Ủy ban thường vụ thông qua quyết định không thực hiện phổ thông đầu phiếu trong cuộc bầu cử đặc khu trưởng 2017, dẫn đến các cuộc biểu tình tại Hồng Kông kéo dài 79 ngày. Kể từ đó, sự phát triển dân chủ ở Hồng Kông trì trệ và phong trào độc lập Hồng Kông nổi lên. Trong cuộc bầu cử bổ sung Tân Giới Đông năm 2016, nhà hoạt động độc lập Lương Thiên Kỳ nhận được hơn 15% số phiếu bầu. Tuy nhiên, Kỳ và những nhà hoạt động độc lập khác bị cấm tham gia cuộc bầu cử Hội đồng Lập pháp vào tháng 9. Trong cuộc bầu cử đó, Lương Tụng Hằng và Du Huệ Trinh của đảng Thanh niên Tân chính được Kỳ ủng hộ trúng cử vào Hội đồng Lập pháp, nhưng bị bác tư cách nghị viên vì cách tuyên thệ.

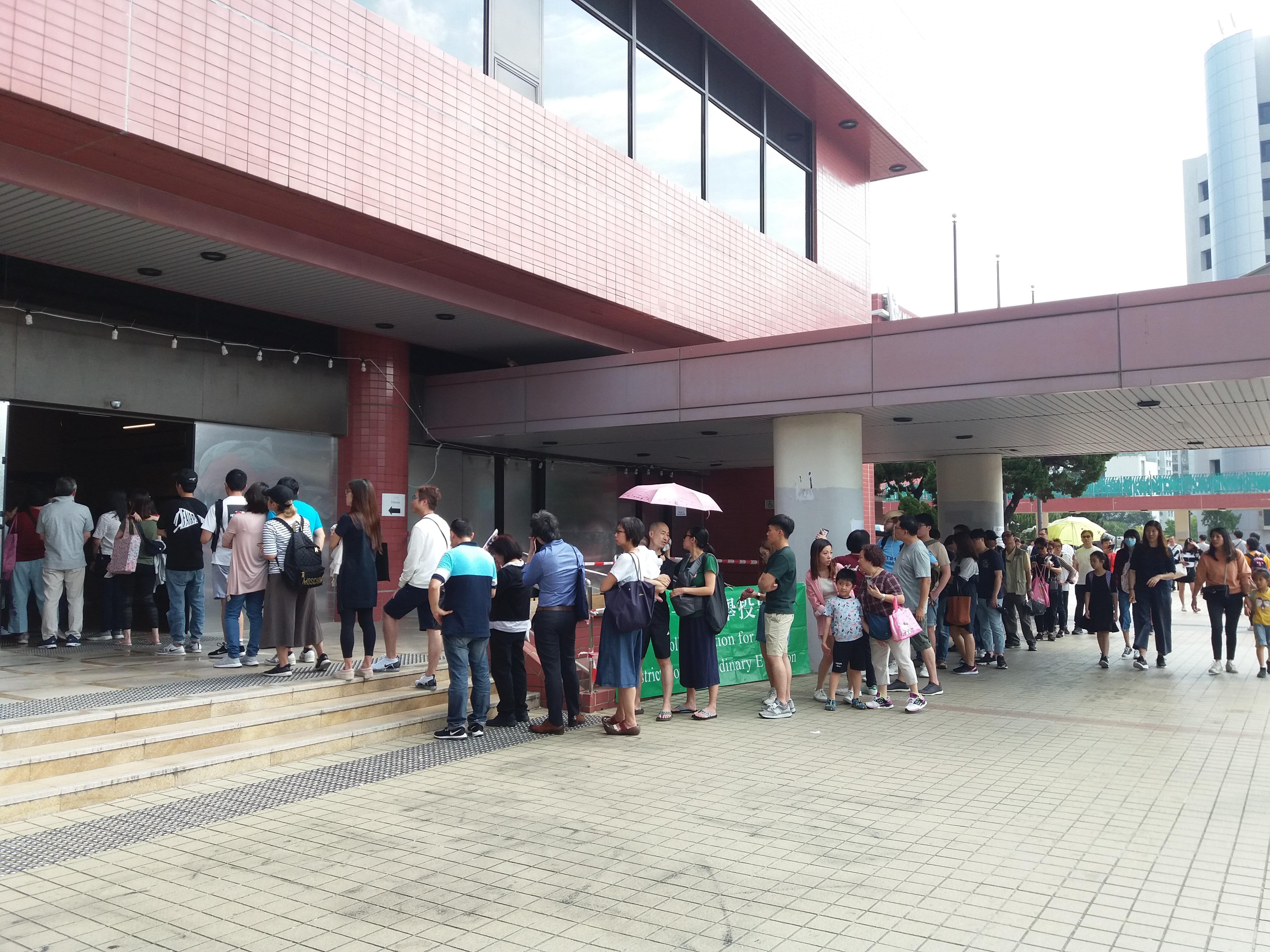
Người dân xếp hàng bên ngoài một điểm bỏ phiếu trong cuộc bầu cử Hội đồng quận Hồng Kông 2019.

Với sự đấu đá nội bộ của phe dân chủ, các nhà hoạt động dân chủ bị cầm tù và phong trào độc lập Hồng Kông bị đàn áp, phong trào dân chủ dường như đã thoái trào. Tuy nhiên, việc Đặc khu trưởng Lâm Trịnh Nguyệt Nga trình dự luật dẫn độ gây ra một loạt các cuộc biểu tình vào mùa hè năm 2019. Một trong năm yêu cầu của phong trào biểu tình là thực hiện phổ thông đầu phiếu. Tháng 11 năm 2019, phe dân chủ thắng cử vang dội trong cuộc bầu cử Hội đồng quận, giành được hơn 80% số ghế và chiếm quyền kiểm soát 17 trong số 18 Hội đồng quận. Tháng 1 năm 2020, Vương Chí Dân bị miễn nhiệm chức vụ chủ nhiệm Văn phòng Liên lạc Chính phủ Nhân dân Trung ương tại Hồng Kông, được cho là hình phạt cho việc không tham mưu chính xác cho chính phủ trung ương về điểm yếu của các ứng cử viên phe kiến chế trong cuộc bầu cử.

### Luật an ninh quốc gia và "người yêu nước quản lý Hồng Kông"
Tháng 6 năm 2020, Ủy ban thường vụ Nhân Đại toàn quốc thông qua luật an ninh quốc gia Hồng Kông, cấm hành vi "chia rẽ quốc gia, lật đổ chính quyền quốc gia, khủng bố và cấu kết với nước ngoài". Đạo luật bị chỉ trích là đàn áp quyền tự do dân sự, giới bất đồng chính kiến và phong trào độc lập Hồng Kông. Tháng 7, phe dân chủ tổ chức một cuộc bầu cử sơ bộ để lựa chọn ứng cử viên cho cuộc bầu cử Hội đồng Lập pháp 2020 nhằm tối đa hóa khả năng thắng cử mặc dù chính phủ đã cảnh báo cuộc bầu cử có thể vi phạm luật an ninh quốc gia vì một số ứng cử viên cam kết sẽ biểu quyết bác bỏ ngân sách nhà nước để gây sức ép lên chính quyền. Đặc khu trưởng Lâm Trịnh Nguyệt Nga dùng Điều lệ Quy định tình trạng khẩn cấp để hoãn lại cuộc bầu cử với lý do số lượng ca nhiễm COVID-19 gia tăng. Quyết định này được coi là một phần trong một loạt các động thái hung hăng dồn dập của chính phủ trung ương nhằm vô hiệu hóa phe dân chủ. Ngày 6 tháng 1 năm 2021, 55 người tổ chức và ứng cử viên trong cuộc bầu cử sơ bộ bị bắt theo luật an ninh quốc gia, là cuộc đàn áp lớn nhất theo luật an ninh quốc gia kể từ khi đạo luật được thông qua.

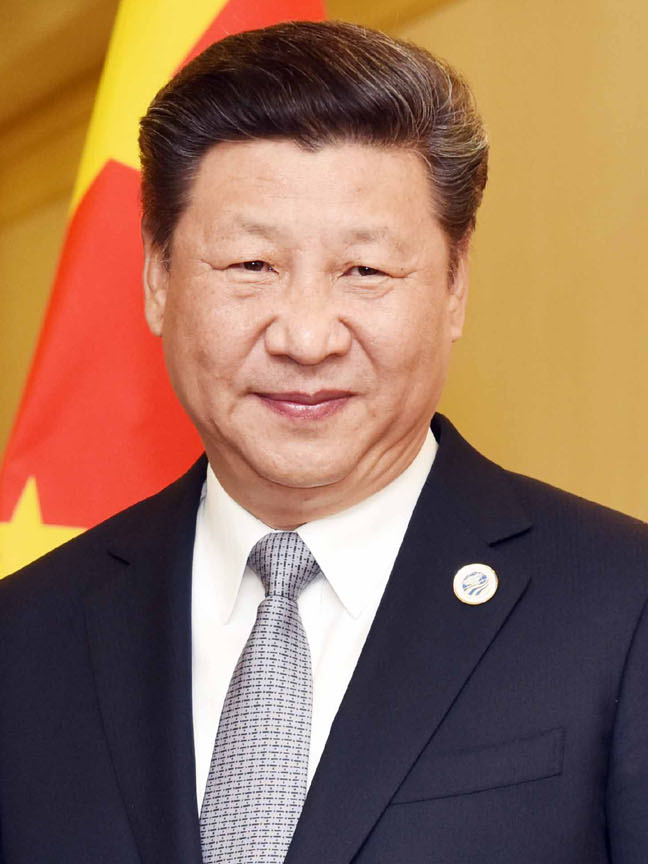
Tổng Bí thư Đảng Cộng sản Trung Quốc Tập Cận Bình tuyên bố rằng Hồng Kông chỉ có thể duy trì sự ổn định và an ninh lâu dài nếu "người yêu nước quản lý Hồng Kông".

Sau khi luật an ninh quốc gia được thông qua, chính phủ trung ương bắt đầu nhấn mạnh nguyên tắc "người yêu nước quản lý Hồng Kông". Ngày 11 tháng 11 năm 2020, Ủy ban thường vụ Nhân Đại toàn quốc thông qua quyết định cấm nghị viên Hội đồng Lập pháp ủng hộ độc lập Hồng Kông, không công nhận chủ quyền của Bắc Kinh đối với Hồng Kông, cấu kết với nước ngoài hoặc các thế lực nước ngoài để can thiệp vào nội bộ của Hồng Kông hoặc thực hiện "những hành vi khác gây nguy hiểm cho an ninh quốc gia". Dương Nhạc Kiều, Quách Gia Kỳ, Quách Vinh Khanh và Lương Kế Xương bị bãi nhiệm tư cách nghị viên Hội đồng Lập pháp, trước đó đã bị bác tư cách ứng cử viên Hội đồng Lập pháp vào đầu tháng 7. Phó Chủ nhiệm Văn phòng Công tác Hồng Kông và Ma Cao Trương Hiểu Minh tuyên bố "người yêu nước quản lý Hồng Kông" đã trở thành một "quy phạm pháp luật" mới và nhấn mạnh rằng chủ nghĩa xã hội đặc sắc Trung Quốc dưới sự lãnh đạo của Đảng Cộng sản Trung Quốc là tiền đề, cơ sở của chế độ tư bản của Hồng Kông.
Ngày 27 tháng 1 năm 2021,Tổng Bí thư Đảng Cộng sản Trung Quốc Tập Cận Bình tuyên bố rằng Hồng Kông chỉ có thể duy trì sự ổn định và an ninh lâu dài nếu "người yêu nước quản lý Hồng Kông". Ngày 1 tháng 3, Chủ nhiệm Văn phòng Công tác Hồng Kông và Ma Cao Hạ Bảo Long nói rằng Hồng Kông phải thiết lập “chế độ bầu cử dân chủ đặc sắc Hồng Kông”.

## Quyết định của Nhân Đại toàn quốc
Ngày 5 tháng 3 năm 2021, Phó Ủy viên trưởng Ủy ban thường vụ Nhân Đại toàn quốc Vương Thần công bố một dự thảo nghị quyết hoàn thiện chế độ bầu cử của Hồng Kông. Trong một bài xã luận, hãng thông tấn nhà nước Trung Quốc Tân Hoa Xã tuyên bố rằng "trong nhiều năm, các thế lực chống Trung Quốc phá hoại Hồng Kông đã thông đồng với các thế lực bên ngoài nhằm chiếm đoạt quyền kiểm soát Hồng Kông, với các mục tiêu rõ ràng và hành động cụ thể" và "cần phải có biện pháp hiệu quả để ngăn chặn những quân cờ của thế lực chống Trung Quốc được bầu vào cơ cấu quản lý của Đặc khu hành chính Hồng Kông và loại bỏ chúng hoàn toàn." Trong báo cáo công tác thường niên gửi đến Nhân Đại toàn quốc, Tổng lý Quốc vụ viện Lý Khắc Cường tuyên bố rằng "chúng ta sẽ kiên quyết đề phòng, ngăn chặn các thế lực bên ngoài can thiệp vào nội bộ của Hồng Kông và Ma Cao."
Truyền thông Hồng Kông đưa tin rằng số lượng nghị viên Hội đồng Lập pháp sẽ được tăng từ 70 nghị viên lên 90 nghị viên, trong đó một số nghị viên sẽ do Ủy ban Bầu cử bầu ra như trước năm 2004. Số lượng ủy viên Ủy ban Bầu cử cũng sẽ được tăng từ 1.200 ủy viên lên 1.500 ủy viên, có sự tham gia của các ủy viên Chính Hiệp và những tổ chức phe kiến chế khác, thay thế các ủy viên được các Hội đồng quận do phe dân chủ kiểm soát bầu ra. Ủy ban Bầu cử cũng sẽ được trao quyền thẩm tra tư cách của ứng cử viên nghị viên Hội đồng Lập pháp và Hội đồng quận. Vương Thần cho biết cải cách sẽ khắc phục "các lỗ hổng" trong chế độ bầu cử Hồng Kông mà các nhà hoạt động độc lập Hồng Kông đã dùng để tham gia chính quyền. Truyền thông cũng dự đoán rằng cuộc bầu cử Hội đồng Lập pháp năm 2020 đã bị hoãn lại có thể bị hoãn thêm một năm do một số nghị viên Hội đồng Lập pháp sẽ do Ủy ban Bầu cử bầu ra mà cuộc bầu cử Ủy ban Bầu cử sẽ được tổ chức vào năm 2021.
Ngày 11 tháng 3, Nhân Đại toàn quốc nhất trí biểu quyết thông qua quyết định sửa đổi chế độ bầu cử Hồng Kông với 2.895 phiếu thuận và một phiếu trắng. Quyết định siết chặt kiểm soát Ủy ban Bầu cử và yêu cầu ứng cử viên đặc khu trưởng phải được ít nhất 188 ủy viên Ủy ban Bầu cử đề cử với ít nhất 15 ủy viên của mỗi ngành. Ngoài ra, quyết định cũng thiết lập một hệ thống thẩm tra tư cách ứng cử viên trong các cuộc bầu cử của Hồng Kông.

### Nội dung
Quyết định của Nhân Đại toàn quốc gồm chín điều:
1. Việc hoàn thiện chế độ bầu cử của Hồng Kông phải quán triệt thực hiện đầy đủ, chính xác "một quốc gia, hai chế độ", "người Hồng Kông quản lý Hồng Kông".
2. Hồng Kông thiết lập một Ủy ban Bầu cử. Ủy ban Bầu cử chịu trách nhiệm bầu đặc khu trưởng, một số nghị viên Hội đồng Lập pháp và đề cử ứng cử viên đặc khu trưởng, ứng cử viên nghị viên Hội đồng Lập pháp.
3. Đặc khu trưởng do Ủy ban Bầu cử bầu ra và Chính phủ nhân dân trung ương bổ nhiệm. Ứng cử viên đặc khu trưởng phải được ít nhất 188 ủy viên Ủy ban Bầu cử cùng đề cử và ít nhất 15 ủy viên của mỗi ngành trong năm ngành nêu trên cùng tham gia đề cử. Ủy ban Bầu cử biểu quyết bầu đặc khu trưởng bằng bỏ phiếu kín, một người một phiếu. Ứng cử viên đặc khu trưởng phải được ít nhất quá nửa số ủy viên Ủy ban Bầu cử tán thành.
4. Hội đồng Lập pháp Hồng Kông gồm 90 người được bầu thông qua ba phương thức: bầu cử ủy viên Ủy ban Bầu cử, bầu cử đơn vị bầu cử ngành và bầu cử đơn vị bầu cử trực tiếp.
5. Một ủy ban thẩm tra tư cách ứng cử viên Hồng Kông được thiết lập. Ủy ban chịu trách nhiệm thẩm tra, xác nhận tư cách của ứng cử viên ủy viên Ủy ban Bầu cử, ứng cử viên đặc khu trưởng và ứng cử viên nghị viên Hội đồng Lập pháp. Tư cách ứng cử viên phải phù hợp với Luật Cơ bản Hồng Kông, luật an ninh quốc gia Hồng Kông, cách giải thích Điều 104 Luật Cơ bản Hồng Kông và quyết định về tư cách nghị viên Hội đồng Lập pháp của Ủy ban thường vụ Nhân Đại toàn quốc và quy định của pháp luật địa phương có liên quan của Hồng Kông.
6. Ủy ban thường vụ Nhân Đại toàn quốc được ủy quyền sửa đổi Phụ lục I và Phụ lục II Luật Cơ bản Hồng Kông.
7. Hồng Kông phải sửa đổi pháp luật địa phương có liên quan và tổ chức, quản lý hoạt động bầu cử theo quy định của pháp luật.
8. Đặc khu trưởng Hồng Kông phải kịp thời báo cáo Chính phủ nhân dân trung ương về các thông tin quan trọng có liên quan như việc sắp xếp chế độ bầu cử và tổ chức bầu cử của Hồng Kông.
9. Quyết định này có hiệu lực kể từ ngày công bố.

## Sửa đổi của Ủy ban thường vụ Nhân Đại toàn quốc
Ngày 30 tháng 3 năm 2021, Đàm Diệu Tông, ủy viên Ủy ban thường vụ Nhân Đại toàn quốc đại diện Hồng Kông, cho biết Ủy ban thường vụ đã nhất trí biểu quyết sửa đổi Phụ lục I và Phụ lục II Luật Cơ bản Hồng Kông. Chủ tịch nước Trung Quốc Tập Cận Bình ký lệnh công bố sửa đổi vào cùng ngày.
Các phụ lục sửa đổi thiết lập một Ủy ban thẩm tra tư cách ứng cử viên chịu trách nhiệm thẩm tra tư cách của các ứng cử viên căn cứ kết luận của Ủy ban Bảo vệ an ninh quốc gia Hồng Kông theo đánh giá của Cục An ninh quốc gia thuộc Lực lượng Cảnh sát Hồng Kông. Quyết định của Ủy ban thẩm tra tư cách ứng cử viên không thể bị khởi kiện.

### Phụ lục I: Đặc khu trưởng
| Số ghế và phương pháp lựa chọn ủy viên của các phân ngành Ủy ban Bầu cử                                                                  | Số ghế và phương pháp lựa chọn ủy viên của các phân ngành Ủy ban Bầu cử | Số ghế và phương pháp lựa chọn ủy viên của các phân ngành Ủy ban Bầu cử | Số ghế và phương pháp lựa chọn ủy viên của các phân ngành Ủy ban Bầu cử | Số ghế và phương pháp lựa chọn ủy viên của các phân ngành Ủy ban Bầu cử | Số ghế và phương pháp lựa chọn ủy viên của các phân ngành Ủy ban Bầu cử | Số ghế và phương pháp lựa chọn ủy viên của các phân ngành Ủy ban Bầu cử |
| Phân ngành | Số ghế                                                                  | Phương pháp lựa chọn                                                    | Phương pháp lựa chọn                                                    | Thành phần cử tri / Cơ quan chỉ định                                    | Thành phần cử tri / Cơ quan chỉ định                                    | Thay đổi so với năm 2016                                                |
| Phân ngành | Số ghế                                                                  | Phương pháp lựa chọn                                                    | Phương pháp lựa chọn                                                    | Cá nhân                                                                 | Đoàn thể                                                                | Thay đổi so với năm 2016                                                |
| Ngành I | Ngành I                                                                 | Ngành I                                                                 | Ngành I                                                                 | Ngành I                                                                 | Ngành I                                                                 | Ngành I                                                                 |
| --- | ----------------------------------------------------------------------- | ----------------------------------------------------------------------- | ----------------------------------------------------------------------- | ----------------------------------------------------------------------- | ----------------------------------------------------------------------- | ----------------------------------------------------------------------- |
| Công nghiệp (I) | 17                                                                      | Bầu cử                                                                  | Bầu cử                                                                  |                                                                         | Green tick                                                              | 1                                                                       |
| Công nghiệp (II) | 17                                                                      | Bầu cử                                                                  | Bầu cử                                                                  |                                                                         | Green tick                                                              | 1                                                                       |
| Dệt may | 17                                                                      | Bầu cử                                                                  | Bầu cử                                                                  |                                                                         | Green tick                                                              | 1                                                                       |
| Thương mại (I) | 17                                                                      | Bầu cử                                                                  | Bầu cử                                                                  |                                                                         | Green tick                                                              | 1                                                                       |
| Thương mại (II) | 17                                                                      | Bầu cử                                                                  | Bầu cử                                                                  |                                                                         | Green tick                                                              | 1                                                                       |
| Thương mại (III) | 17                                                                      | Bầu cử                                                                  | Bầu cử                                                                  |                                                                         | Green tick                                                              | 1                                                                       |
| Tài chính | 17                                                                      | Bầu cử                                                                  | Bầu cử                                                                  |                                                                         | Green tick                                                              | 1                                                                       |
| Dịch vụ tài chính | 17                                                                      | Bầu cử                                                                  | Bầu cử                                                                  |                                                                         | Green tick                                                              | 1                                                                       |
| Bảo hiểm | 17                                                                      | Bầu cử                                                                  | Bầu cử                                                                  |                                                                         | Green tick                                                              | 1                                                                       |
| Bất động sản và Xây dựng | 17                                                                      | Bầu cử                                                                  | Bầu cử                                                                  |                                                                         | Green tick                                                              | 1                                                                       |
| Giao thông vận tải | 17                                                                      | Bầu cử                                                                  | Bầu cử                                                                  |                                                                         | Green tick                                                              | 1                                                                       |
| Xuất nhập khẩu | 17                                                                      | Bầu cử                                                                  | Bầu cử                                                                  |                                                                         | Green tick                                                              | 1                                                                       |
| Du lịch | 17                                                                      | Bầu cử                                                                  | Bầu cử                                                                  |                                                                         | Green tick                                                              | 1                                                                       |
| Khách sạn | 16                                                                      | Bầu cử                                                                  | Bầu cử                                                                  |                                                                         | Green tick                                                              | 1                                                                       |
| Ẩm thực | 16                                                                      | Bầu cử                                                                  | Bầu cử                                                                  |                                                                         | Green tick                                                              | 1                                                                       |
| Bán sỉ và Bán lẻ | 17                                                                      | Bầu cử                                                                  | Bầu cử                                                                  |                                                                         | Green tick                                                              | 1                                                                       |
| Hội Liên hiệp Chủ lao động Hồng Kông | 15                                                                      | Bầu cử                                                                  | Bầu cử                                                                  |                                                                         | Green tick                                                              | 1                                                                       |
| Doanh nghiệp nhỏ và vừa | 17                                                                      | Bầu cử                                                                  | Bầu cử                                                                  |                                                                         | Green tick                                                              | Mới                                                                     |
| Ngành II |                                                                         |                                                                         |                                                                         |                                                                         |                                                                         |                                                                         |
| Công nghệ và Đổi mới sáng tạo | 30                                                                      | Chỉ định                                                                | 15                                                                      | Green tick                                                              |                                                                         | Mới                                                                     |
| Công nghệ và Đổi mới sáng tạo | 30                                                                      | Bầu cử                                                                  | 15                                                                      |                                                                         | Green tick                                                              | 15                                                                      |
| Kỹ thuật | 30                                                                      | Dựa chức                                                                | 15                                                                      | Green tick                                                              |                                                                         | Mới                                                                     |
| Kỹ thuật | 30                                                                      | Bầu cử                                                                  | 15                                                                      |                                                                         | Green tick                                                              | 15                                                                      |
| Kiến trúc, Trắc địa, Quy hoạch đô thi và Cảnh quan                                                                                       | 30                                                                      | Dựa chức                                                                | 15                                                                      | Green tick                                                              |                                                                         | Mới                                                                     |
| Kiến trúc, Trắc địa, Quy hoạch đô thi và Cảnh quan                                                                                       | 30                                                                      | Bầu cử                                                                  | 15                                                                      |                                                                         | Green tick                                                              | 15                                                                      |
| Kế toán | 30                                                                      | Chỉ định                                                                | 15                                                                      | Green tick                                                              |                                                                         | Mới                                                                     |
| Kế toán | 30                                                                      | Bầu cử                                                                  | 15                                                                      |                                                                         | Green tick                                                              | 15                                                                      |
| Pháp luật | 30                                                                      | Dựa chức                                                                | 6                                                                       | Green tick                                                              |                                                                         | Mới                                                                     |
| Pháp luật | 30                                                                      | Chỉ định                                                                | 9                                                                       | Green tick                                                              |                                                                         | Mới                                                                     |
| Pháp luật | 30                                                                      | Bầu cử                                                                  | 15                                                                      |                                                                         | Green tick                                                              | 15                                                                      |
| Giáo dục | 30                                                                      | Dựa chức                                                                | 16                                                                      | Green tick                                                              |                                                                         | Mới                                                                     |
| Giáo dục | 30                                                                      | Bầu cử                                                                  | 14                                                                      |                                                                         | Green tick                                                              | 46                                                                      |
| Thể thao, Nghệ thuật biểu diễn, Văn hóa và Xuất bản                                                                                      | 30                                                                      | Chỉ định                                                                | 15                                                                      | Green tick                                                              |                                                                         | Mới                                                                     |
| Thể thao, Nghệ thuật biểu diễn, Văn hóa và Xuất bản                                                                                      | 30                                                                      | Bầu cử                                                                  | 15                                                                      |                                                                         | Green tick                                                              | 45                                                                      |
| Y học và Dịch vụ y tế | 30                                                                      | Dựa chức                                                                | 15                                                                      | Green tick                                                              |                                                                         | Mới                                                                     |
| Y học và Dịch vụ y tế | 30                                                                      | Bầu cử                                                                  | 15                                                                      |                                                                         | Green tick                                                              | 45                                                                      |
| Đông y | 30                                                                      | Chỉ định                                                                | 15                                                                      | Green tick                                                              |                                                                         | Mới                                                                     |
| Đông y | 30                                                                      | Bầu cử                                                                  | 15                                                                      |                                                                         | Green tick                                                              | 15                                                                      |
| Phúc lợi xã hội | 30                                                                      | Dựa chức                                                                | 15                                                                      | Green tick                                                              |                                                                         | Mới                                                                     |
| Phúc lợi xã hội | 30                                                                      | Bầu cử                                                                  | 15                                                                      |                                                                         | Green tick                                                              | 45                                                                      |
| Ngành III |                                                                         |                                                                         |                                                                         |                                                                         |                                                                         |                                                                         |
| Nông nghiệp và Ngư nghiệp | 60                                                                      | Bầu cử                                                                  | Bầu cử                                                                  |                                                                         | Green tick                                                              | 0                                                                       |
| Lao động | 60                                                                      | Bầu cử                                                                  | Bầu cử                                                                  |                                                                         | Green tick                                                              | 0                                                                       |
| Các đoàn thể ở cơ sở | 60                                                                      | Bầu cử                                                                  | Bầu cử                                                                  |                                                                         | Green tick                                                              | Mới                                                                     |
| Các đoàn thể đồng hương | 60                                                                      | Bầu cử                                                                  | Bầu cử                                                                  |                                                                         | Green tick                                                              | Mới                                                                     |
| Tôn giáo | 60                                                                      | Chỉ định                                                                | Chỉ định                                                                |                                                                         | Green tick                                                              | 0                                                                       |
| Ngành IV |                                                                         |                                                                         |                                                                         |                                                                         |                                                                         |                                                                         |
| Nghị viên Hội đồng Lập pháp | 90                                                                      | Dựa chức                                                                | Dựa chức                                                                | Green tick                                                              |                                                                         | 20                                                                      |
| Cục Hương nghị | 27                                                                      | Bầu cử                                                                  | Bầu cử                                                                  | Green tick                                                              |                                                                         | 1                                                                       |
| Đại diện của các ủy viên Ủy ban phân khu, Ủy ban Phòng chống tội phạm quận và Ủy ban Phòng cháy chữa cháy quận của Hồng Kông và Cửu Long | 76                                                                      | Bầu cử                                                                  | Bầu cử                                                                  | Green tick                                                              |                                                                         | Mới                                                                     |
| Đại diện của các ủy viên Ủy ban phân khu, Ủy ban Phòng chống tội phạm quận và Ủy ban Phòng cháy chữa cháy quận của Tân Giới              | 80                                                                      | Bầu cử                                                                  | Bầu cử                                                                  | Green tick                                                              |                                                                         | Mới                                                                     |
| Đại diện của các đoàn thể người Hồng Kông ở đại lục                                                                                      | 27                                                                      | Chỉ định                                                                | Chỉ định                                                                | Green tick                                                              |                                                                         | Mới                                                                     |
| Ngành V |                                                                         |                                                                         |                                                                         |                                                                         |                                                                         |                                                                         |
| Ủy viên Chính Hiệp toàn quốc Đặc khu hành chính Hồng Kông và đại biểu Nhân Đại toàn quốc Đặc khu hành chính Hồng Kông                    | 190                                                                     | Dựa chức                                                                | Dựa chức                                                                | Green tick                                                              |                                                                         | 103                                                                     |
| Đại điện của thành viên Hồng Kông của các tổ chức toàn quốc có liên quan                                                                 | 110                                                                     | Bầu cử                                                                  | Bầu cử                                                                  | Green tick                                                              |                                                                         | Mới                                                                     |

| Thành phần năm 2016 (1.200 uỷ viên)- Bầu cử [Cá nhân / Đoàn thể] (1.034) - Chỉ định (60) - Dựa chức (106) | Thành phần năm 2021 (1.500 uỷ viên)- Bầu cử [Cá nhân / Đoàn thể] (967) - Chỉ định (156) - Dựa chức (377) |

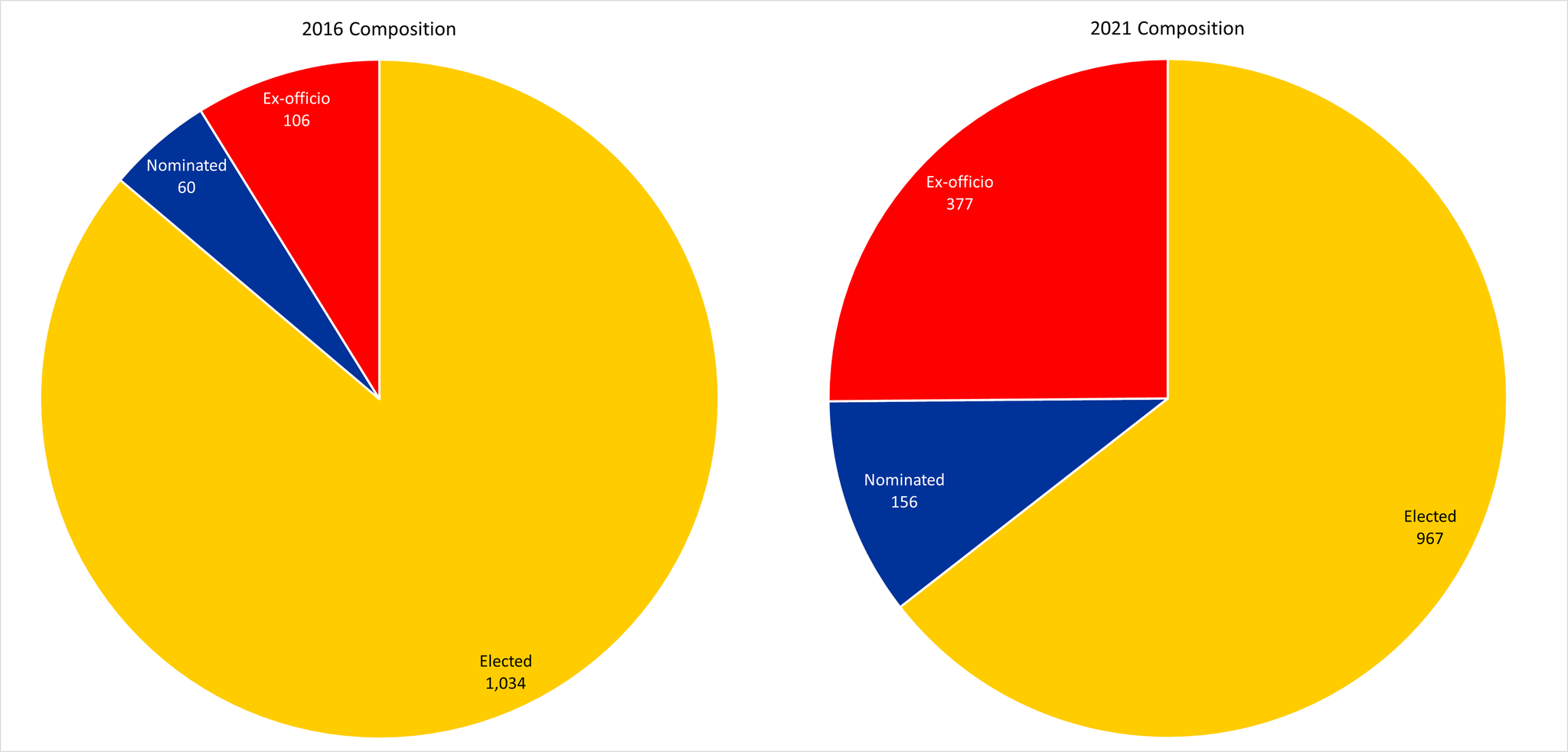
Thay đổi thành phần Ủy ban Bầu cử:

Số lượng ủy viên Ủy ban bầu cử được tăng từ 1.200 ủy viên lên 1.500 ủy viên. Phân ngành Hội đồng quận Hồng Kông, Cửu Long và Tân Giới gồm 117 ủy viên mà phe dân chủ có thể đã nắm giữ sau cuộc bầu cử Hội đồng quận năm 2019 bị thay thế bằng "đại diện của các ủy viên Ủy ban phân khu", bao gồm các ủy viên Ủy ban phòng chống tội phạm quận do chính phủ bổ nhiệm, Ủy ban phòng cháy chữa cháy quận của Hồng Kông và Cửu Long do giám đốc Sở Nội vụ bổ nhiệm và đại diện của các đoàn thể người Hồng Kông ở đại lục theo phe kiến chế. Ngành V mới gồm 300 ủy viên, trong đó 190 ủy viên là các đại biểu Nhân Đại toàn quốc và các ủy viên Chính Hiệp toàn quốc của Hồng Kông, 110 ủy viên là đại diện của "các thành viên Hồng Kông của các tổ chức toàn quốc có liên quan".
Số ghế của các phân ngành thành trì phe dân chủ trong Ngành II, bao gồm các phân ngành Giáo dục và Phúc lợi xã hội, bị giảm một nửa. Phân ngành Giáo dục và Giáo dục bậc cao cũ được hợp nhất thành phân ngành Giáo dục có 30 ghế, trong khi phân ngành Y học và Dịch vụ y tế cũ được hợp nhất thành một phân ngành có 30 ghế. Một số ghế của những phân ngành thành trì phe dân chủ khác được đổi từ bầu cử sang chỉ định. Ví dụ: 15 trong số 30 ủy viên của phân ngành Công nghệ và Đổi mới sáng tạo được chỉ định trong số viện sĩ Hồng Kông của Viện Khoa học Trung Quốc và Viện Kỹ thuật Trung Quốc; 15 trong số 30 ủy viên của phân ngành Kế toán được chỉ định trong số cố vấn kế toán Hồng Kông do Bộ Tài chính bổ nhiệm; chín ủy viên của phân ngành Pháp luật được Hội đồng Hội Luật học Trung Quốc chỉ định. Một nửa số ủy viên từ các phân ngành Kỹ thuật; Kiến trúc, Trắc địa, Quy hoạch đô thị và Cảnh quan; Giáo dục; Y học và Dịch vụ y tế và Phúc lợi xã hội được các đoàn thể bầu ra thay vì các cá nhân.
Chức vụ người triệu tập chính của Ủy ban Bầu cử được thiết lập, là ủy viên Ủy ban Bầu cử giữ chức vụ lãnh đạo nhà nước. Ứng cử viên đặc khu trưởng phải được ít nhất 188 ủy viên Ủy ban Bầu cử đề cử, với ít nhất 15 ủy viên từ mỗi ngành.

### Phụ lục II: Hội đồng Lập pháp
| Thành phần năm 2016 (70 nghị viên)- Bầu cử trực tiếp từ đơn vị bầu cử địa lý (35) - Hội đồng quận chỉ định, bầu cử trực tiếp từ đơn vị bầu cử ngành Hội đồng quận (II) (5) - Bầu cử gián tiếp từ đơn vị bầu cử ngành (30) | Thành phần năm 2021 (90 nghị viên)- Bầu cử trực tiếp từ đơn vị bầu cử địa lý (20) - Bầu cử gián tiếp từ đơn vị bầu cử ngành (30) - Bầu cử gián tiếp từ đơn vị bầu cử Uỷ ban Bầu cử (40) |

Thay đổi thành phần Hội đồng Lập pháp:

Số lượng nghị viên Hội đồng Lập pháp được tăng từ 70 nghị viên lên 90 nghị viên. Số nghị viên dân cử bị giảm từ 35 nghị viên xuống 20 nghị viên, trong khi 40 nghị viên do Ủy ban Bầu cử bầu. Số ghế được bầu trực tiếp của đơn vị bầu cử ngành Hội đồng quận (II) được thiết lập theo cải cách chế độ chính trị năm 2010 bị bãi bỏ. Đối với đơn vị bầu cử ngành, Hội đồng quận (I) có thể đã do phe dân chủ nắm giữ sau cuộc bầu cử Hội đồng quận năm 2019 bị bãi bỏ, Dịch vụ y tế, một thành trì phe dân chủ khác, được hợp nhất với Y học và Công nghệ thông tin bị bãi bỏ. Ba đơn vị bầu cử ngành mới được thành lập: Thương mại (II), Công nghệ và Đổi mới sáng tạo (thay thế Công nghệ thông tin) và các đại biểu Nhân Đại toàn quốc, các ủy viên Chính Hiệp toàn quốc và đại diện của các tổ chức toàn quốc có liên quan của Hồng Kông.
- Tân Giới Bắc
- Tân Giới Đông Bắc
- Tân Giới Đông Nam
- Tân Giới Tây Nam
- Tân giới Tây Bắc
- Cửu Long Đông
- Cửu Long Trung
- Cửu Long Tây
- Đảo Hồng Kông Đông
- Đảo Hồng Kông Tây

Mười đơn vị bầu cử địa lý mới:-

Đối với đơn vị bầu cử trực tiếp, năm đơn vị bầu cử ban đầu bầu ra 35 nghị viên theo đại diện tỷ lệ được thay thế bằng 10 đơn vị bầu cử mới, mỗi đơn vị bầu cử bầu ra hai nghị viên. Cử tri chỉ được bỏ phiếu cho một ứng cử viên theo hệ thống phiếu bầu không thể chuyển nhượng. Hai ứng cử viên nhận được nhiều phiếu bầu nhất ở mỗi đơn vị bầu cử sẽ trúng cử. Hệ thống đầu phiếu mới được cho là sẽ giúp phe kiến chế gần như chắc chắn giành được ít nhất một nửa trong số 20 ghế được bầu trực tiếp vì phe dân chủ thường nhận được 55 đến 60% số phiếu bầu và giành được hơn một nửa số ghế được bầu trực tiếp theo hệ thống cũ. Theo hệ thống đầu phiếu mới, cử tri cũng phải phối hợp bỏ phiếu để bầu ứng cử viên trong cùng một phe, gây bất lợi cho phe dân chủ.
Kiến nghị, dự luật hoặc sửa đổi dự luật phải được ít nhất quá nửa số nghị viên do Ủy ban Bầu cử bầu ra, quá nửa số nghị viên được đơn vị bầu cử ngành bầu ra và quá nửa số nghị viên được bầu trực tiếp tán thành. Ứng cử viên nghị viên đơn vị bầu cử trực tiếp hoặc đơn vị bầu cử ngành phải được tối thiểu hai và tối đa bốn ủy viên Ủy ban Bầu cử từ mỗi ngành đề cử.

## Luật địa phương
Sau khi Ủy ban thường vụ Nhân Đại toàn quốc thông qua sửa đổi Phụ lục I và Phụ lục II Luật Cơ bản Hồng Kông, chính phủ Hồng Kông bắt đầu triển khai luật bầu cử địa phương. Đặc khu trưởng Lâm Trịnh Nguyệt Nga hoãn lại cuộc bầu cử Hội đồng Lập pháp từ tháng 9 sang tháng 12 năm 2021 vì phải bầu xong Ủy ban Bầu cử mới trước để Ủy ban Bầu cử bầu ra những nghị viên Hội đồng Lập pháp mới. Cuộc bầu cử đặc khu trưởng mới được tổ chức vào tháng 3 năm 2022 theo đúng kế hoạch ban đầu.
Ngày 14 tháng 4 năm 2021, Chính phủ trình dự thảo Điều lệ hoàn thiện chế độ bầu cử (tổng hợp sửa đổi) năm 2021 dài 765 trang trước Hội đồng Lập pháp. Dự thảo sửa đổi Điều lệ Bầu cử (hành vi tham nhũng và phi pháp) để "điều chỉnh các hành vi thao túng hoặc phá hoại bầu cử", bao gồm cấm xúi giục người khác không bỏ phiếu hoặc bỏ phiếu không hợp lệ. Người nào vi phạm thì bị phạt tù đến ba năm.
Ngày 27 tháng 5 năm 2021, Hội đồng Lập pháp do phe kiến chế kiểm soát biểu quyết thông qua dự thảo Điều lệ hoàn thiện chế độ bầu cử với kết quả biểu quyết 40-2. Trịnh Tùng Thái của đảng Công dân Nhiệt huyết và Trần Phái Nhiên đại diện đơn vị bầu cử Y học là hai nghị viên duy nhất biểu quyết chống.

## Phản ứng

### Tại Hồng Kông
Đặc khu trưởng Lâm Trịnh Nguyệt Nga ủng hộ cải cách chế độ bầu cử, nhấn mạnh "nhu cầu cấp thiết" phải bịt lỗ hổng pháp lý để hoàn thiện chế độ bầu cử của Hồng Kông trước hai cuộc bầu cử Hội đồng Lập pháp và đặc khu trưởng. Chủ tịch Hội đồng Lập pháp Lương Quân Ngạn cũng ủng hộ cải cách vì nó sẽ lập lại bình thường cho Hồng Kông bằng cách đảm bảo một "Hội đồng Lập pháp hòa bình và lý trí" và giảm thiểu các tranh chấp không cần thiết.
Hầu hết phe kiến chế đều ủng hộ cải cách chế độ bầu cử. Nguyên đặc khu trưởng, Phó Chủ tịch Chính Hiệp toàn quốc Lương Chấn Anh cho biết cần phải cải cách chế độ bầu cử để thực hiện "người yêu nước quản lý Hồng Kông". Nguyên tổng giám đốc Tổ chức Y tế Thế giới, ủy viên Chính Hiệp Trần Phùng Phú Trân ủng hộ "người yêu nước quản lý Hồng Kông" vì đó là cơ sở của "một quốc gia, hai chế độ".
Các đảng, tổ chức phe kiến chế bao gồm Liên minh Dân chủ Xây dựng Hồng Kông và Hiệp tiến, Hội Liên hiệp Công đoàn Hồng Kông, Đảng Tự do, Đảng Tân Dân, Tổng hội Thương mại Trung Hoa Hồng Kông và Liên đoàn Người công tác giáo dục Hồng Kông thành lập một liên minh để vận động ủng hộ cải cách chế độ bầu cử.
Chủ tịch Đảng Dân chủ La Kiện Hy tuyên bố rằng cải cách chế độ bầu cử là "bước lùi lớn nhất của chế độ chính trị kể từ khi chuyển giao Hồng Kông". Ông cho rằng những thay đổi đối với chế độ bầu cử sẽ thu hẹp không gian chính trị của phe dân chủ, ngăn cản họ tham gia các cuộc bầu cử trong tương lai và chỉ trích cơ chế thẩm tra tư cách ứng cử viên là một hình thức kiểm duyệt chính trị.

### Thế giới phương Tây
- Anh Quốc: Bộ trưởng Ngoại giao Dominic Raab tuyên bố cải cách chế độ bầu cử Hồng Kông là "động thái mới nhất của Bắc Kinh nhằm thu hẹp không gian tranh luận dân chủ ở Hồng Kông, trái với những cam kết của chính Trung Quốc" và "chỉ làm suy yếu thêm sự tin tưởng vào việc Trung Quốc thực hiện những trách nhiệm quốc tế và nghĩa vụ pháp lý của mình."[47][48][49] Trong một tuyên bố ngày 13 tháng 3, Raab cho biết rằng cải cách chế độ bầu cử vi phạm Tuyên bố chung Trung-Anh.[50][51][52]

- Hoa Kỳ: Người phát ngôn Bộ Ngoại giao Ned Price chỉ trích cải cách chế độ bầu cử là "một cuộc tấn công trực tiếp vào quyền tự chủ của Hồng Kông, các quyền tự do của Hồng Kông và các tiến trình dân chủ".[53] Bộ trưởng Ngoại giao Antony Blinken cho biết Hoa Kỳ sẽ có chế tài đối với "các hành vi vi phạm nghiêm trọng dân chủ và nhân quyền ở Hồng Kông".[47] Ngày 17 tháng 3, Hoa Kỳ áp lệnh trừng phạt 24 quan chức Trung Quốc và Hồng Kông, bao gồm Vương Thần và Đàm Diệu Tông.[54][55]

- Liên minh châu Âu: Văn phòng Liên minh châu Âu tại Hồng Kông và Ma Cao tuyên bố rằng cải cách chế độ bầu cử "có thể gây hậu quả tiêu cực sâu rộng đối với các nguyên tắc dân chủ và quyền đại diện dân chủ ở Hồng Kông" và trái với những cải cách chế độ bầu cử và cam kết trước đây ở Hồng Kông.[56] Đại diện cấp cao Liên minh châu Âu về chính sách đối ngoại và an ninh Josep Borrell cho rằng Trung Quốc đang phá bỏ 'một quốc gia, hai chế độ' và vi phạm các cam kết quốc tế và Luật Cơ bản Hồng Kông.[57]

- Nhật Bản: trong một tuyên bố ngày 12 tháng 3, Bộ Ngoại giao cho biết cải cách chế độ bầu cử "sẽ làm suy yếu thêm lòng tin vào khuôn khổ 'một quốc gia, hai chế độ' theo Luật Cơ bản Hồng Kông và Tuyên bố chung Trung-Anh" và Nhật Bản "không thể bỏ qua" bước lùi lớn đối với quyền tự chủ của Hồng Kông.[58]